# Слёзы Пеле

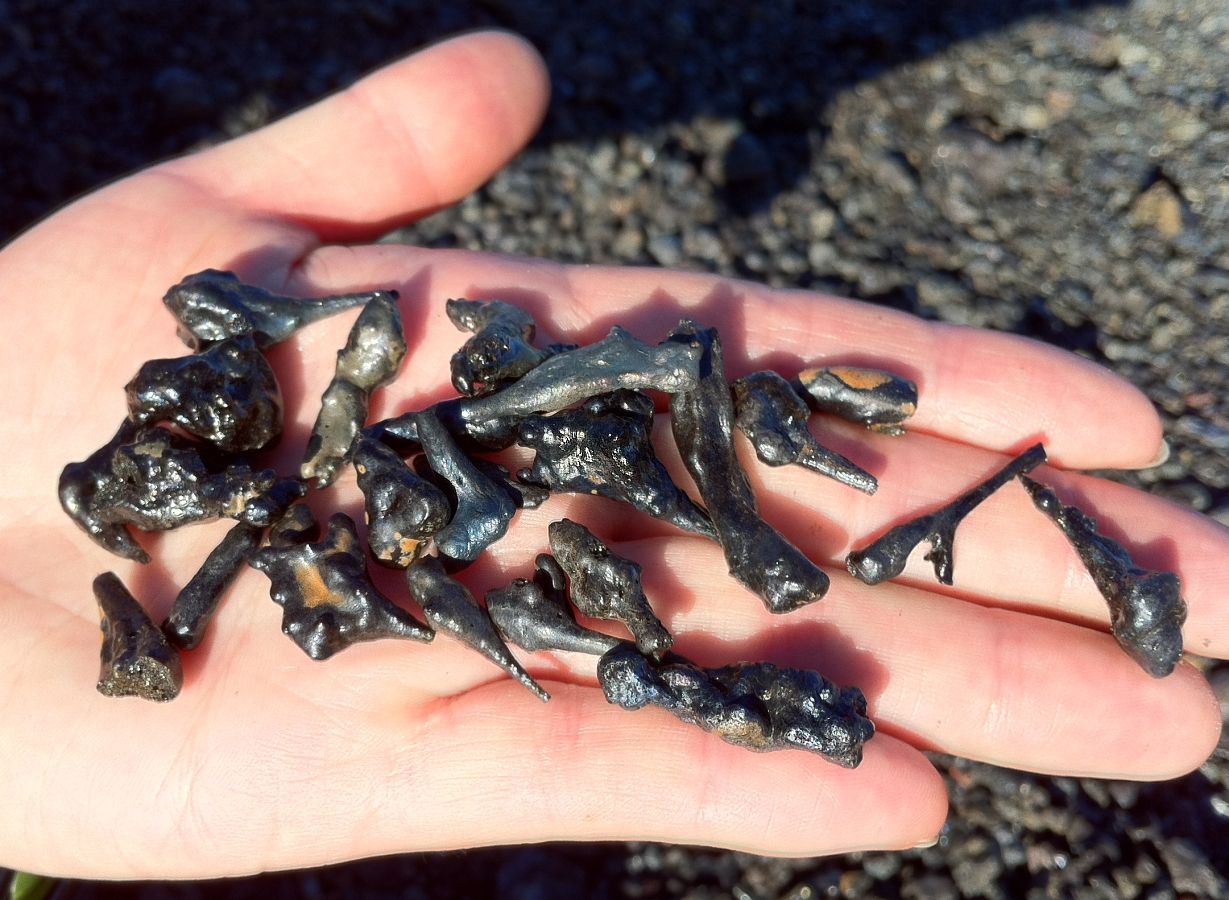
Слёзы Пеле на Килауэа

Слёзы Пе́ле (англ. Pele's tears — слёзы богини Пе́ле) — вулканологический термин для обозначения лавы в виде застывших капель и шариков (размера лапилли), состоящих из вулканического стекла. На концах капель могут оставаться нити (так называемые «волосы Пеле»).

## Термин

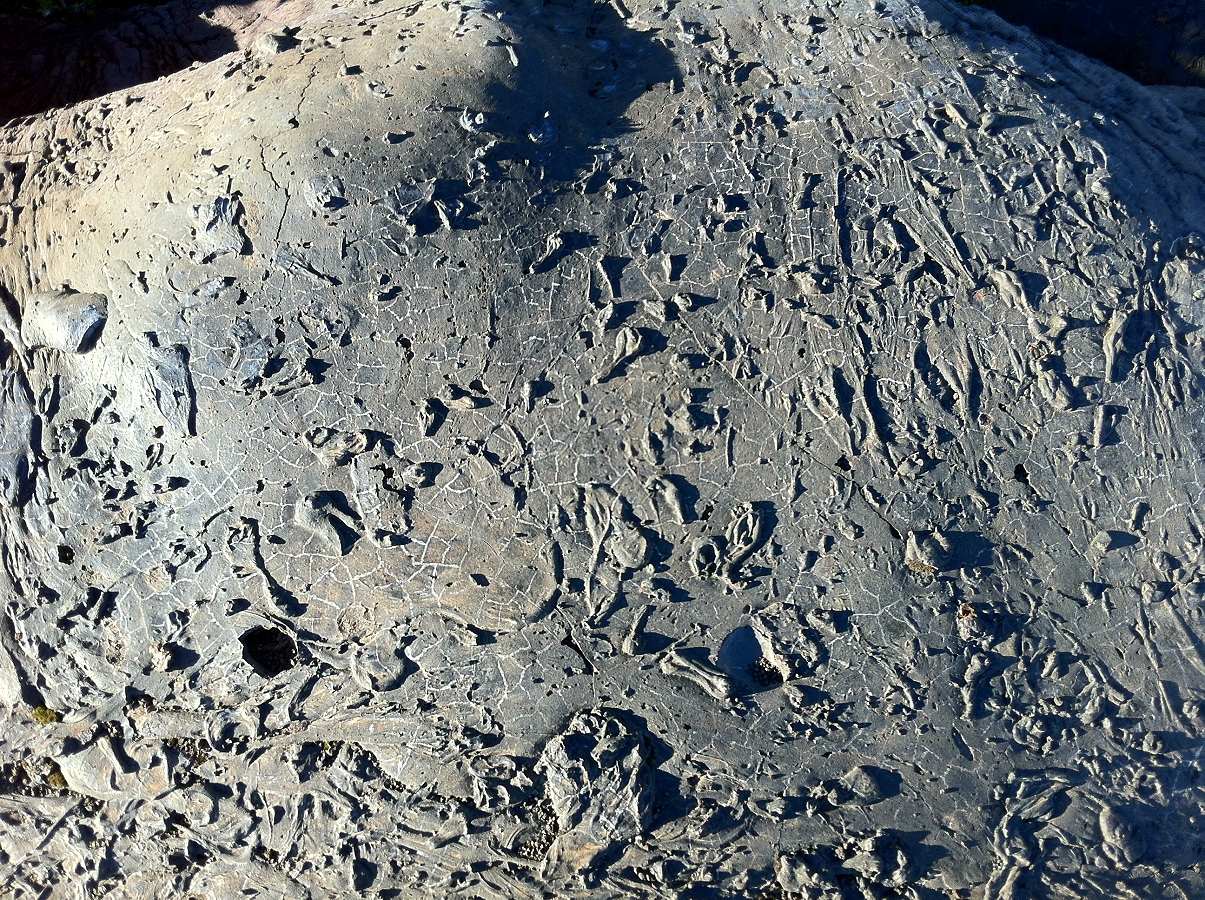
Слёзы Пеле на лаве, остров Гавайи

Лапилли в виде капель названы в честь Пе́ле — богини вулканов, известной в гавайской мифологии как повелительница огня и сильного ветра. Её имя также является компонентом таких терминов, как «волосы Пеле» и «водоросли Пеле», обозначающих различные формы лавы.
«Слезами» также называют и другие блестящие стекловидные образования каплевидной формы: например, слёзы апачей и батавские слёзки (или капли принца Руперта (1849)).

## Описание

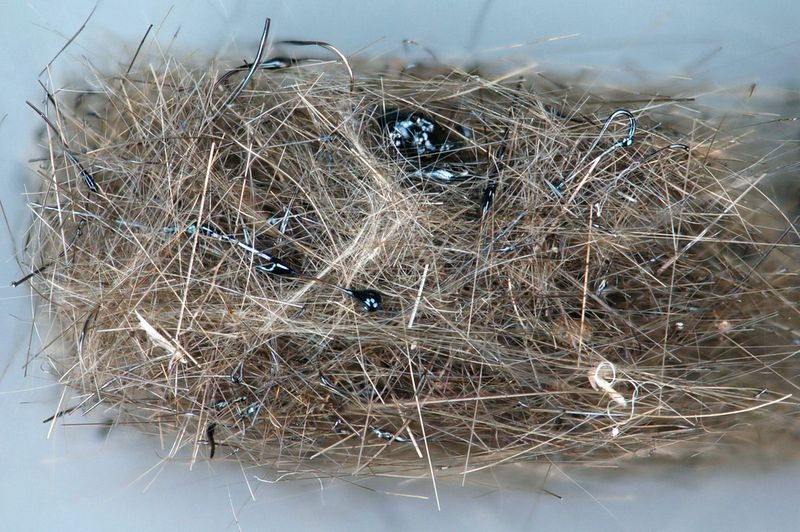
«Слёзы» и «волосы» Пеле

В процессе извержения вулканов фонтаны и брызги жидкой расплавленной лавы производят капли, которые быстро застывают на лету (формирование и закалка). Этот феномен был изучен на острове Гавайи и на Стромболианских извержениях.
Как правило, застывшие брызги лавы имеют характерную каплевидную форму, но встречаются также «слёзы» в виде цилиндров с закруглёнными концами или почти сферической формы. Очень маленькие слёзы Пеле были найдены в пустотах волос Пеле.

## Научное значение

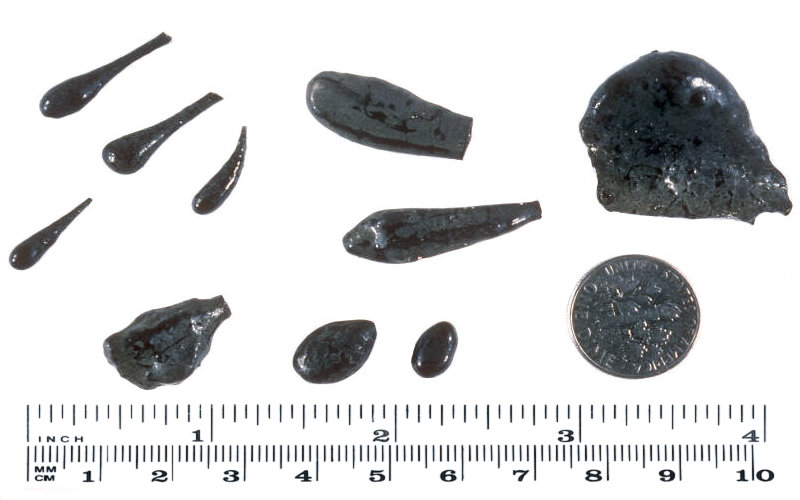
Размеры лапилли

Слёзы Пеле интересны для вулканологов, так как внутри этих капель заключены пузырьки газа и везикулы с информацией о механизмах возникновения извержения. Если извержение проходило бурно, то капли имеют более вытянутую форму. Заключённые в каплях газы помогают разобраться в вулканических процессах.
Образцы с вулкана Килауэа хранятся в экспозиции Музее Землеведения МГУ в Москве.